# Sigmund Wölfl
Sigmund Wölfl ist ein ehemaliger deutscher Fußballspieler, der für den FC Bayern München aktiv war.

## Karriere
Wölfl absolvierte als Abwehrspieler zwei Spielzeiten für den FC Bayern München in der seinerzeit höchsten deutschen Spielklasse, der Oberliga Süd. In seiner Premierensaison 1949/50 kam er einzig am 18. Mai 1950 (30. Spieltag) bei der 2:4-Niederlage im Heimspiel gegen den 1. FC Nürnberg zum Einsatz; so auch in der Folgesaison, als er am 24. September 1950 (5. Spieltag) mit seiner Mannschaft bei Eintracht Frankfurt spielte. In der 47. Minute blieb er mit schmerzverzerrtem Gesicht liegen. Seine Versuche, sich wieder zu erheben, misslangen. Er musste auf der Trage vom Platz getragen werden. Kurz darauf erhielten die Frankfurter beim Stand von 1:0 einen Handelfmeter zugesprochen, der von Alfred Pfaff zum 2:0 verwandelt wurde. Durch das Fehlen von Wölfl waren die Bayern in Unterzahl und verloren letztendlich mit 1:4, obwohl Rudolf Scholz der Anschlusstreffer zum 1:2 in der 64. Minute gelang.